# Марьино (Марий Эл)
 Марьино  — село в Юринском районе Республики Марий Эл, Россия. Административный центр Марьинского сельского поселения.

## География
Находится в юго-западной части республики Марий Эл на расстоянии приблизительно 33 км по прямой на север-северо-запад от районного центра посёлка Юрино.

## История
Известно с XVIII века, первоначальное название Гари. В советское время работали промартели «Ветлуга», «Лесоруб», колхозы «Ленинский путь», «Красный Октябрь», совхоз «Ветлужский». В 1939 году в селе было 104 двора и 577 жителей.

## Инфраструктура
В селе имеются участковая больница, дом культуры, библиотека, детсад, 3 частных магазина, почта, пожарная часть, православный молельный дом, пилорама.

## Население
Постоянное население составляло 541 человек (русские 96 %) в 2002 году, 485 в 2010.

## Председатель
Председателем села Марьино является Костров Максим Николаевич

## Известные жители
Воронова Мария Семёновна (1906—2001) — советский государственный деятель. Заместитель Председателя Президиума Верховного Совета Марийской АССР I—II созыва (1938—1951). Член ВКП(б) с 1937 года.